# Le Gué-de-Velluire
Le Gué-de-Velluire é uma comuna francesa na região administrativa da Pays de la Loire, no departamento de Vendéia. Estende-se por uma área de 12,81 km². Em 2010 a comuna tinha 549 habitantes (densidade: 42,9 hab./km²).